# Markus Söder
Markus Söder (født 5. januar 1967 i Nürnberg) er en tysk politiker
Siden 1994 har han tilhørt det bayerske Landdag. Han blev valgt til ministerpresident i Bayern den 16. marts 2018. Ved Statsvalget 14. oktober 2018 tabte CSU et absolut flertal i årtier, men var det stærkeste parti med 37,2%. Det var partiets værste statsvalgresultat siden 1950. Söder dannede en koalition med Freie Wähler (Söder II-kabinettet) og blev genvalgt til ministerpresident den 6. november med 110 af 204 afgivne stemmer.
Han har siden 2019 været formand for CSU.

## Politisk karriere
I 1994 blev han medlem af den bayerske landdag (Bayerischer Landtag).
Fra 2002 til 2007 var han generalsekretær for CSU.
I mere end 10 år var han en bayersk minister:
- 2007–2008: føderale og europæiske anliggender (Bundes- und Europaangelegenheiten)
- 2008–2011: miljø og sundhed (Umwelt und Gesundheit)
- 2011–2018: finans (Finanzen, Landesentwicklung und Heimat)

## Weblinks
- Wikimedia Commons har flere filer relateret til Markus Söder
- Markus Söders hjemmeside
- Markus Söder auf der Website der Bayerischen Staatsregierung